# Lauren Ambrose
Lauren Ambrose (20. veljače 1978.) je američka filmska, televizijska i kazališna glumica, vjerojatno najpoznatija po ulozi Claire Fisher u televizijskoj seriji Dva metra pod zemljom.

## Rani život
Ambrose je rođena kao Lauren Anne D'Ambruoso u New Havenu, država Connecticut. Kći je Anne (rođena Wachtel), dizajnerice interijera, i Franka D'Ambruosa, ugostitelja. Talijanskog je podrijetla s očeve strane te njemačkog, engleskog i irskog podrijetla s majčine strane. Ambrose je pohađala Choate Rosemary Hall u Wallingfordu, srednju školu Wilbur Cross te obrazovni centar za umjetnike ACES u New Havenu. Također je trenirana operna pjevačica zahvaljujući pohađanju bostonskog sveučilišta Tanglewood Institute. 

## Karijera
Ambrose je svoju karijeru započela u njujorškom kazalištu, većinom u Off-Broadway produkcijama. Njezina rana karijera također uključuje i glumačke izvedbe u televizijskim serijama, pogotovo kao gostujuća glumica u seriji Zakon i red. Prvu filmsku ulogu imala je u filmu In & Out iz 1997. godine, a odmah potom prva veća uloga bila je ona u komediji Can't Hardly Wait iz 1998. godine. Glavnu ulogu, kao Florence "Chicklet" Forrest, imala je u kultnom filmu Psycho Beach Party 2000. godine. Godine 2001. Ambrose je započela glumiti u televizijskoj seriji Dva metra pod zemljom. Za svoju je ulogu u toj seriji nominirana za prestižnu televizijsku nagradu Emmy u kategoriji najbolje sporedne glumice i to dva puta (2002. i 2003. godine). 
Godine 2006. Ambrose je ostvarila svoj prvijenac na Broadwayu u Lincoln Center Theater. Godinu dana poslije glumila je Juliju u javnom kazalištu u Central Parku u kojoj je pobrala hvalospjeve kritičara. Također je glumila i Ofeliju u istom kazalištu 2008. godine. S glumcima Geoffreyjem Rushem i Susan Sarandon vratila se Broadwayu u predstavi Exit the King autora Eugenea Ionescoa, a 2009. godine svoj glas posudila je animiranom filmu U carstvu divljih stvorenja. 
Godine 2011. Ambrose se pojavila u sedam od deset epizoda serije Torchwood: Miracle Day. Glumila je Jilly Kitzinger, "slatkorječivu genijalku za odnose s javnošću kamenog srca koja upravo dobiva najvažnijeg klijenta svoje karijere... a možda i svih vremena." Za svoju je ulogu Ambrose zaradila nominaciju za nagradu Saturn u kategoriji najbolje sporedne televizijske glumice.

## Osobni život
Ambrose je udana za profesionalnog fotografa Sama Handela iz Needhama još od rujna 2001. godine. Zajedno imaju sina Orsona (rođenog 16. siječnja 2007.) i trenutno žive u Great Barringtonu u državi Massachusetts. 

## Vanjske poveznice
- Lauren Ambrose u internetskoj bazi filmova IMDb-u (engl.)